# Shigetaka Katsuhisa
Shigetaka Katsuhisa (勝久重隆?, Katsuhisa Shigetaka; 4 settembre 1911 – ...) è stato un pallanuotista giapponese.
È stato un membro del Giappone che ha partecipato ai Giochi di Berlino 1936.